# サイコトリア・ヴィリディス
サイコトリア・ヴィリディスあるいはプシコトリア・ウィリディス（Psychotria viridis）は、アカネ科の多年生の低木である。ケチュア語で、チャクルーナ(chacruna, chacrona)。chaqruyは混ぜるという意味である。本種の葉はアヤワスカという幻覚性の調合茶に用いられる。
本種は、エクアドルに生育する Psychotria carthagenensis（samiruka、amirucaとも呼ばれる）と密接な関係がある。本種との違いは、本種では葉の茎の根元まで葉の縁が広がっている。
エクアドルではディプロプテリス・カブレラナ（Diplopterys cabrerana）をチャクルーナと呼ぶ。

## 分布
メキシコ（チアパス州）から熱帯アメリカにかけて分布する。

## 説明
サイコトリア・ヴィリディスは、約5 m (16 ft)の高さまで成長する。枝の直径は約2 m (6 ft 7 in)。

## 栽培
本種は、USDAハーディネスゾーンで10以上ならば耐えることができる
挿し木が最も簡単である。葉っぱ1枚でさえ、挿し木に十分である。発芽率は1%と低いため、種子からでは難しい。種子は、1グラム当たりでは数は50粒ほどである

## 伝統医学
ペルーのマチゲンガ族は、葉の汁を目薬にして片頭痛の治療に用いる。

## アルカロイド
本種の葉は約0.1-0.61パーセントのジメチルトリプタミン (DMT) を含有する。
β-カルボリンやN-メチルトリプタミンのような他のアルカロイドも含まれる。アルカロイドは、朝に最高濃度となると言われている。
本種の葉はアヤワスカという幻覚性の調合茶に用いられる。